# Catedral de Nidaros
La catedral de Nidaros de Trondheim (el nom antic de la ciutat és Nidaros) és una de les esglésies més importants de Noruega. Fou la catedral de l'arxidiòcesi de Noruega, la qual fou fundada l'any 1152. Després de la Reforma protestant, passà a ser la seu dels bisbes de Trondheim.

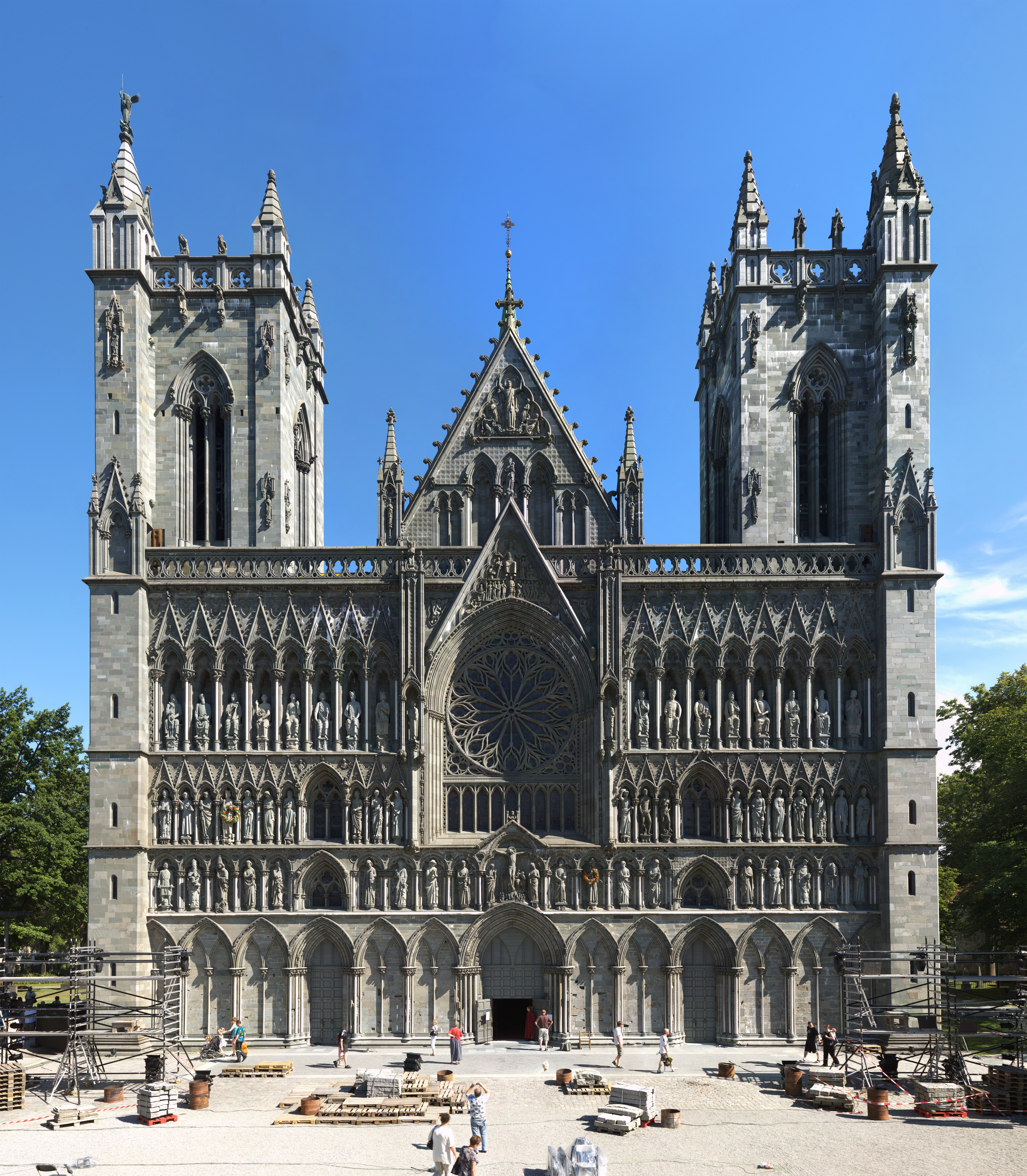
Portalada occidental de la catedral de Nidaros

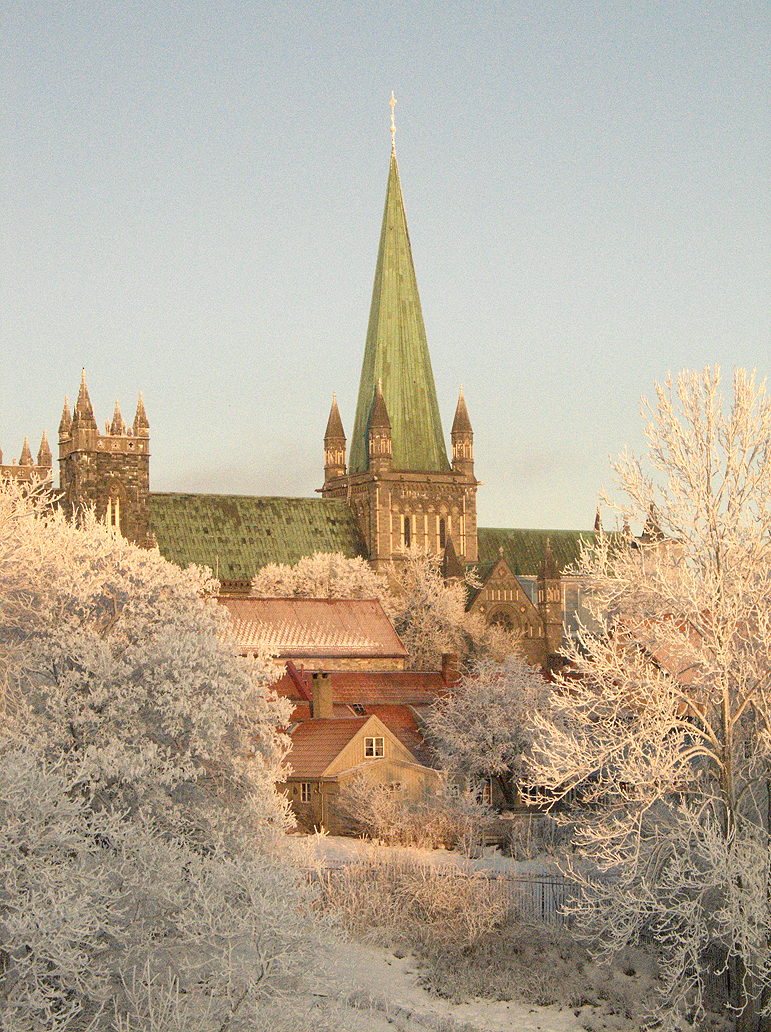
La catedral de Nidaros vista des del pont sobre el Nidelva

Durant l'edat mitjana i des del 1818 fins al 1906 fou el lloc on es coronaven els reis de Noruega. S'hi van coronar fins a set reis i n'hi ha deu enterrats. Encara avui s'hi guarden algunes insígnies del regne com l'espasa del regne.
La catedral de Nidaros connecta per la part meridional amb el palau arxidiocesà.
L'octàgon de la banda oriental de l'edifici gairebé no s'ha modificat des del segle xii i es fa servir com a dipòsit de l'urna del rei Olaf Haraldsson. L'aspecte de la façana occidental, que consta de figures bíbliques de pedra, és fet del segle xix i no se sap ben bé quin era l'aspecte original.
La catedral disposa de dos orgues. El vell fou acabat l'any 1741 per Joachim Wagner. L'orgue principal fou fet per l'empresa Steinmeyer l'any 1930 i modificat l'any 1960. A l'interior de l'església s'hi troben pintures sobre vidre de Gabriel Kielland que representen la saga del rei Olaf Haraldsson.

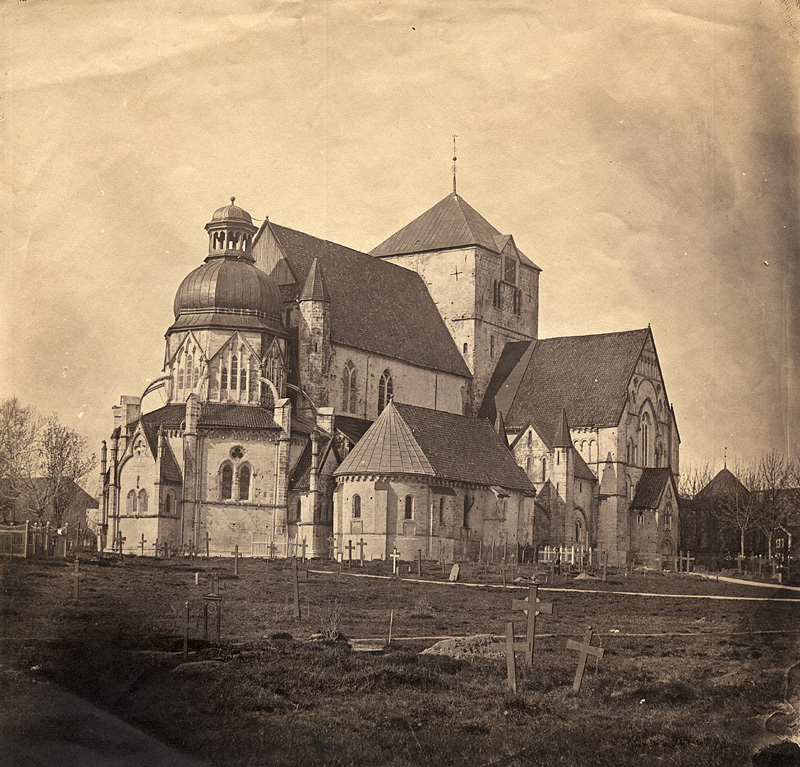
La catedral de Nidaros vista des del nord-est, 1857

## Història
La catedral fou construïda sobre la tomba d'Olaf Haraldsson, qui caigué l'any 1030 a la batalla de Stiklestad. Fou nomenat sant un any després de la seva mort i es produí una allau de pelegrins a la seva tomba. Ben aviat s'hi construí al damunt una petita capella de fusta.
El rei Olaf III va donar permís, l'any 1070, de substituir la capella per una església de pedra, la qual s'enllestí l'any 1090. L'any 1152 es dugué a terme una extensa ampliació de l'església que, fins a l'any 1300, seria constantment reformada i ampliada.
L'església fou greument danyada a causa dels incendis dels anys 1328, 1432 i 1531. Després de l'incendi de l'any 1531, i per manca de recursos financers, només se'n reconstruí l'absis. L'any 1708 l'església s'incendià i només en quedaren els fonaments. L'any 1719, poc abans que s'enllestís la reconstrucció, hi impactà un llamp i l'incendi que provocà devastà l'església reconstruïda.
L'any 1869 s'inicià oficialment la reconstrucció de la catedral per l'arquitecte Heinrich Ernst Schirmer. A causa de la manca de models de l'antiga església, basà la reconstrucció en especulacions. La reconstrucció s'enllestí, oficialment, l'any 2001.

## Tombes reials
Els següents personatges de la reialesa noruega van ser soterrats a la Catedral de Nidaros:
- Olaf el Sant, rei de Noruega (995 - 1030)
- Magne Olavsson (1024 - 1047)
- Olaf III (ca. 1050 - 1093)
- Haakon Magnusson (? - 1094)
- Olaf Magnusson (1099 - 1115)
- Eystein I de Noruega (ca. 1088 - 1123)
- Haakon II (1147 - 1162)
- Guttorm Sigurdsson (1199 - 1204)
- Inge II (1185-1217)
- Skule Bårdsson (ca. 1189 - 1240), noble, pretendent al tron, proclamat rei de Noruega el 1240.